# Осветници: Рат бескраја
Осветници: Рат бескраја (енгл. Avengers: Infinity War) је амерички научнофантастични суперхеројски филм из 2018. године, редитељског двојца Ентонија и Џоа Русоа, а по сценарију Кристофера Маркуса и Стивена Макфилија на основу стрипа Осветници аутора Стена Лија и Џека Кирбија и наставак филма Осветници: Ера Алтрона из 2015. Продуцент филма је Кевин Фајги. Ово је деветнаести наставак у серији филмова из Марвеловог филмског универзума у којем су се окупили скоро сви Марвелови суперјунаци. Музику је компоновао Алан Силвестри.
У филму је представљена ансамблска подела улога које тумаче Роберт Дауни јр, Крис Хемсворт, Марк Рафало, Крис Еванс, Крис Прат, Бенедикт Камбербач, Том Холанд, Чедвик Боузман, Том Хидлстон, Џош Бролин, Скарлет Џохансон, Елизабет Олсен, Себастијан Стен, Пол Бетани, Вин Дизел, Бредли Купер, Дејв Баутиста, Зои Салдана, Ентони Маки, Коби Смалдерс, Карен Гилан, Бенисио дел Торо, Дон Чидл, Гвинет Палтроу, Бенедикт Вонг, Пом Клементиф, Рос Маркуанд, Данај Гурира, Летиша Рајт и Винстон Дјук.
Филм је најављен у октобру 2014. као Осветници: Рат бескраја — Први део. Браћа Русо су најављени као режисери у априлу 2015, док су месец дана касније Маркус и Макфили унајмљени као сценаристи, а сценарио је инспирисан стриповима Рукавица бескраја и Бесконачност. Снимање је почело у јануару 2017. у Округу Фејет, Џорџија, са многобројном глумачком поставом, која се састојала углавном од глумаца који су репризирали своје углове из претходних Марвелових филмова. Продукција је трајала до јула исте године, а филм је истовремено сниман са директним наставком, филмом Осветници: Крај игре. Додатне сцене су снимљене у Шкотској, Атланти и Њујорку. Са процењеним буџетом од 316 милиона долара, један је од најскупљих филмова икада снимљених.
Филм је премијерно приказан 23. априла 2018. у Лос Анђелесу, док је у америчким биоскопима реализован 27. априла исте године. Добио је похвале за Бролинову глуму, визуелне ефекте, акционе сцене и емоционалну тежину, али је прича критикована због превеликог ослањања на претходне филмове. Био је четврти филм и први суперхеројски филм који је зарадио преко 2 милијарде долара, оборивши многобројне рекорде у заради. Био је најуспешнији филм из 2018. године, и у то време четврти најуспешнији филм свих времена. Номинован је за награде Оскар, БАФТА и награду по избору критичара, у категорији за најбоље визуелне ефекте. Наставак, Осветници: Крај игре, премијерно је приказан 2019. године.

## Радња
Уз помоћ раније отетог Камена снаге, једног од шест Камена бескраја, са планете Ксандар, Танос и његова деца: Ебони Мо, Кал Стена, Проксима Поноћ и Корвус Мач, пресрећу брод са асгардским избеглицама. Након што му Локи преда Тесеракт, Танос узима Камен простора, заробљава Тора, надјачава Хулка и убија Локија. Хејмдал успева да пошаље Хулка на Земљу, користећи Бајфрост по последњи пут пре него буде убијен. Танос оставља Тора на броду и одлази пре него што брод експлодира.
Хулк слеће у Санктум Санкторум у Њујорку, враћајући се у облик Бруса Банера. Он упозорава доктора Стрејнџа и Вонга на Таносов план да прикупи све Камене бескраја и преполови популацију Универзума. Они одлазе код Тонија Старка тачно пре него се сви сукобе са Моом и Калом Стеном. У борби им се придружује Петер Паркер са својим Спајдермен оделом Старкове производње. Мо успева да зароби Стрејнџа, али не успева да дође до Камена времена због враџбине коју је Стрејнџ створио. Старк и Паркер одлучују да крену за Стрејнџом како Земља не би остала без Врховног врача. Банер се одлучује да контактира Стива Роџерса.
У Единбургу, Проксима Поноћ и Корвус Мач из заседе нападају Ванду Максимоф и Визију. Корвусов скиптар у потпуности дестабилизује Визију и он губи већи део своје снаге. Роџерс, Романова и Вилсон спасавају пар и заклон налазе код Џејмса Роудса, на имању Осветника. Визија понуди да се жртвује како би Камен ума на његовом челу безбедно био уништен, али тим одбија и путују за Ваканду како би Шури успела да спасе Визију пре него Максимофа уништи камен.
Чувари галаксије одлучују да се јаве на узнемирујући позив са избегличког брога из Асгарда. Сведочећи ужасу који је Танос починио они спасавају рањеног Тора. Након што их Тор упути у читаву ситуацију око Камења бесконачности, тим одлучује да се подели: Тор, Рокет и Грут одлазе у Нидавелир како би уз помоћ Итрија, џина-ковача ком је Танос спржио руке и побио колеге, направили Разарача громова (енгл. Stormbreaker), моћну секиру намењену борцима из Асгарда. На планети Знаш-куда Квил, Гамора, Дракс Уништитељ и Мантис наилазе на Таноса који је већ узео Камен реалности од Сакупљача. Танос отима Гамору, како би је мучењем њене сестре Небуле натерао да му каже где се налази Камен душе. Гамора га води на Вормир, где га Црвена Лобања упознаје са уценом Камена душе: да би добио Камен душе, мора се одрећи нечега што воли. Танос баца Гамору са литице и узима камен.
На путу до Таносовог родног Титана, Паркер и Старк избацују Моа у свемир и тиме му завршавају живот. Они на Титану срећу Чуваре галаксије, без сада већ мртве Гаморе и Рокета и Грута који су са Тором. Стејнџ користи Камен времена како би погледао 14.000.605 верзија будућности. Упитан у колико Осветници побеђују, Стрејнџ одговара да је то могуће само у једном случају. Танос долази на Титан и не затичући Моа схвата да је он изгубио живот. Он Стрејнџу покушава да објасни нужност његовог плана који би пренасељени Универзум вратио у савршен баланс. Уз помоћ Небуле савладаног Таноса Квил упита за Гамору и након што овај призна шта је урадио својој усвојеној ћерки, Квил га напада разбијајући Мантисину чаролију. Танос успева да се ослободи и надјача Осветнике и Чуваре галаксије. Да би спасао Старков живот, Стрејнџ предаје Таносу Камен времена. Он говори Старку да је то био једини начин.
У Ваканди, Роџерс се поново среће са Бакијем Барнсом пре него Таносова армија изврши напад. Осветници, заједно са краљем Т'Чалом и одбрамбеним снагама Ваканде дочекује Таносову војску како би заштитили Шури док не извуче Камен ума из Визије. Банер, који не може да се претвори у Хулка, улази у Хулк-одело Старкове производње. Далеко бројнија Таносова војска, предвођена са остало троје његове деце успева да поремети борбене линије јунака до појаве Тора, који Разарачем громова попут Бајфроста стиже на Земљу и појачава редове. Пред крај битке, на Земљу стиже Танос. Он без већих проблема, сада са пет од шест Камена бескраја, надјачава већину Осветника и упркос покушају Максимофе да уништи Камен ума (и тиме убије Визију) долази до свих шест Камена бескраја. Тор успева да озбиљно рани Таноса секиром, али пре него га убије Танос успева да пукне прстима.
Половина живота у Универзуму нестаје, укључујући и Барнса, Т'Чалу, Грута, Максимоф, Вилсона, Мантис, Дракса, Квила, Паркера и Стрејнџа. Старк и Небула остају на Титану, док Банер, Окоје, Роудс, Роџерс, Рокет, Романова и Тор остају у Ваканди. Танос Каменом простора одлази на другу планету, где видно повређен гледа излазак звезде на хоризонту.
У завршним сценама, Марија Хил и Ник Фјури се претварају у прашину након што Фјури успе да притисне сигнал за позив на уређају у свом џепу.

## Улоге
- Роберт Дауни јр. као Тони Старк / Ајронмен

Лидер и покровитељ Осветника који себе описује као „генија, милијардера, плејбоја и филантропа” који има електромеханички оклоп налик оделу сопствене израде.
- Крис Хемсворт као Тор Один-син / Тор

Осветник, краљ Асгарда, свих-отац и бог муње и грома, заснован на истоименој легенди. Тор се сусреће са проблемима након пада Асгарда у филму Тор: Рагнарок и уништења његовог чекића, Мјолнира од стране његове сестре Хеле.
- Марк Рафало као Брус Бенер / Хулк

Осветник и бриљантни научник који је након изложености високом степену гама-радијације претворен у зелено чудовиште.
- Крис Еванс као Стив Роџерс / Капетан Америка

Бивши Осветник, данас бегунац и лидер фракције Осветника настале након догађаја током филма Капетан Америка: Грађански рат. Роџерс је ветеран из Другог светског рата, који је своју надљудску снагу добио након експериментисања над њим пре него што је залеђен заједно са Тесерактом.
- Чедвик Боузман као Т'Чала / Црни пантер

Краљ афричке државе Ваканде који је своју снагу и агилност добио користећи срцолику биљку која се у његовој породици преноси годинама. Боузман је за потребе филма увежбавао акценат који је измислио заједно са својим сарадницима на филму Црни пантер.
- Том Холанд као Питер Паркер / Спајдермен

Тинејџер и Старков пулен, своје моћи добија након угриза радиоактивног паука.
- Бенедикт Камбербач као Стивен Стрејнџ / Доктор Стрејнџ

Учитељ мистичних вештина, Врховни врач (енгл. Sorcerer Supreme) и чувар Камена времена. Бивши неурохирург, који након аутомобилске несреће креће на пут оздрављења где наилази на мистериозни свет магије.
- Крис Прат као Питер Квил / Стар Лорд

Получовек, полуселестијал и незванични лидер Чувара галаксије, отет са Земље као дете те потом припадник Свемирских одметника.
- Скарлет Џохансон као Наташа Романова / Црна удовица

Врхунски обучен агент Ш.И.Л.Д.-а, припадник Роџерсове фракције Осветника.
- Елизабет Олсен као Ванда Максимов / Гримизна Вештица

Припадник Роџерсове фракције Осветника, њене моћи обухватају телепатију, телекинезу и хипнозу, а продукт су Хидриног експеримента уз Камен ума.
- Себастијан Стен као Баки Барнс / Зимски војник

Роџерсов пријатељ, стално настањен у Ваканди у сврху лечења након дешавања у филму Капетан Америка: Грађански рат.
- Дон Чидл као Џејмс „Роди” Роудс / Ратна машина

Припадник Старкове фракције Осветника, бивши официр Ваздухопловства Сједињених Држава, оператор у оделу Ратне машине. Након пада током филма Капетан Америка: Грађански рат Роудс иде помоћу протетичке подршке за кичму Старкове израде.
- Пол Бетани као Визија

Андроид, припадник Старкове фракције Осветника, створен од Алтрона, Џарвиса, спона вештачке интелигенције и Камена ума. Џарвис напушта имање Осветника како би време проводио са Вандом Максимоф.
- Ентони Маки као Сем Вилсон / Фалкон

Припадник Роџерсове фракције Осветника и Роџерсов пријатељ, бивши падобранац војске САД, сада поседује метална крила Старкове израде.
- Вин Дизел као Грут (глас)

Хуманоидно дрво припадник Чувара галаксије. Грут је растом тинејџер.
- Бредли Купер као Рокет Ракун / Рокет (глас)

Чувар галаксије, генетске модификован ракун, свемирски пилот, оружар и конструктор.
- Дејв Баутиста као Дракс разарач

Чувар галаксије. Покреће га освета јер је Танос побио његову породицу.
- Зои Салдана као Гамора

Чувар галаксије, Таносова усвојена ћерка.
- Карен Гилан као Небула

Таносова усвојена ћерка, Гаморина сестра. Бројни делови Небјулиног тела су машински.
- Гвинет Палтроу као Пепер Потс

Старкова девојка, извршни директор Старк Индустрије.
- Бенедикт Вонг као Вонг

Учитељ мистичних вештина, Стрејнџов сарадник.
- Пом Клементиф као Мантис

Чувар галаксије, поседује моћ емпатије и контроле осећања.
- Том Хидлстон као Локи Лауфејсон / Локи

Торов усвојени брат, бог преваре, чаробњак, заснован на истоименој легенди.
- Данај Гурира као Окоје

Ваканђанка из Пограничног племена, врховни заповедник елитне женске јединице Дора Милаж.
- Летиша Рајт као Шури

Т'Чалина сестра, научница принцеза Ваканде. Она је конструктор Т'Чалиног одела Црног пантера.
- Џош Бролин као Танос

Интергалактички тиранин који покушава да скупи свих шест Камена бесконачности како би преполовио популацију у Универзуму и тиме га „вратио у равнотежу”. Бролин је током снимања носио одело за памћење покрета како би што боље било дочарано Таносово кретање.

## Пријем

### Зарада
Осветници: Рат бескраја зарадили су 678,8 милиона долара у Сједињеним Државама и Канади, односно 1,37 милијарди долара на осталим територијама, што је укупно 2,048 милијарде долара широм света. Тиме је филм четврти по реду на листи филмова са највећом зарадом, као и први за 2018. годину. У том тренутку, Осветници: Рат бескраја је био филм о суперхеројима са највећом зарадом, као и Марвелов филм са највећом зарадом.
Након првог викенда, филм је инкасирао 640,5 милиона долара и тиме срушио рекорд филма Паклене улице 8. Овај рекорд је срушио наставак Рата бескраја, Осветници: Крај игре и то за више него дупли износ. За само једанаест дана филм је пробио милијарду долара прихода, рушећи рекорд филма Ратови звезда: Буђење силе.

### Критика
На сајту за оцењивање филмова "Rotten Tomatoes", Осветници: Рат бескраја има 85% позитивних критика, уз просечну оцену 7,61/10 на основу 440 рецензија. Сајт наводи да "Осветници: Рат бескраја успева да жонглира низом хероја Марвеловог филмског Универзума у борби против највеће претње до сада, што за резултат има узбудљив, емотиван блокбастер који већим делом остварује своје огромне амбиције". Сајт "Metacritics" наводи да је филм из 53 рецензије добио оцену 68/100, уз "глобално позитивне критике".
Тод Макарти из "Холивуд репортера" хвалио је писце и режисере због балансирања у великој глумачкој екипи, наводећи да, "под супервизијом маестра Марвелових филмова, Кевина Фајгија, сијасет ликова игра за смех". Бројни други критичари, попут Овена Глајбермана из "Варајати" магазина и Петера Треверса из "Ролинг Стоуна", имали су речи хвале за филм, наводећи да "браћа Русо нису научили постулат да је више мање. Ричард Рупер из "Чикаго Сан-Тајмса" назвао је филм највећим и најамбициознијим филмом до сада, али не и најбољим. Џош Шпигел, такође новинар "Холивуд репортера" упоредио је крај филма са крајем Империја узвраћа ударац.
А. О. Скот из Њујорк Тајмса критиковао је повезаност филма са другим филмовима Марвеловог филмског Универзума, рекавши да "сам филм од 2 часа и 40 минута самостално нема никаквог смисла", али је закључио "да филм није створен како би се гледао самостално". Ричард Броуди из "Њујоркера" и Стефани Закарек из "Тајма" су се сложили са Скотом. Скот је даље критиковао акционе сцене, називајући их "предвидивим". Такође, Закарек је додала да филм "нема темпа. Све је сензација без пулса. Све је велико, све време.".

### Пријем код публике
На скали од А+ до Ф, филм је добио оцену "А" код СинемаСкора, док је "ПостТрак" дао 87% позитивних критика уз 68% дефинитивне препоруке. Амерички јутјубер Тони "Нем" Мичел одгледао је филм 103 пута у биоскопима што је светски рекорд. Током 44. гледања филма, IMAX је Мичелу дао још 50 беспатних карата како би наставио свој низ, док су браћа Русо позвали Мичела на премијеру наставка филма.
Крај филма изазвао је бројне реакције на интернету, укључујући мим Спајдермена који говори да се не осећа добро, а односи се на бројне аспекте живота. Веб страница DidThanosKill.Me (да ли ме је Танос убио?) је направљена како би фанови проверили да ли их је Таносов пуцањ претворио у прашину или не. Крај филма је узроковао и појаву теме на сајту Reddit thanosdidnothingwrong (Танос није урадио ништа погрешно). Чланови Редита предложили су да се око 20.000 регистрованих корисника сајта блокира како би се десио ефекат филма. Социолошки феномен је успео након 9. јуна 2018. године, када су модератори сајта одлучили да насумично и масовно блокирају чланове Редит заједнице што је резултовало повећањем корисника Редита са 40 на 700 хиљада чланова, међу којима су били и браћа Русо. Пре бановања, Џош Бролин који је играо Таноса објавио је видео на ком је рекао: "Крећемо, корисници Редита!". Преко 60.000 људи уживо је гледало процес насумичног бановања корисника. Блокирано је преко 300 хиљада налога, међу којима је био и Ентони Русо. Након повратка на сајт, блокирани корисници отворили су под-форум inthesoulstone (у Камену душе). Самим тим, кратко по објављивању филма знало се колики ће културолошки утицај имати.